# Senza te/Parla con me
Senza te/Parla con me è un singolo di Orietta Berti pubblicato nel 1986 dalla casa discografica EMI.

## Descrizione
Il brano Senza te ha partecipato all'edizione di Premiatissima 1986, classificandosi al quarto posto.
Il retro Parla con me è cantata insieme a Umberto Balsamo.
Entrambi i brani fanno parte dell'album Futuro.